# Адолф фон Насау
Адолф фон Насау-Висбаден-Идщайн (на немски: Adolf I von Nassau-Wiesbaden-Idstein; * 1353; † 6 февруари 1390, Хайлигенщат) от Дом Насау (Валрамска линия), е от 1371 до 1388 г. епископ на Шпайер и от 1381 до 1390 г. като Адолф I архиепископ на Майнц.

## Биография
Той е син на граф Адолф I фон Насау-Висбаден-Идщайн (1307 – 1370) и съпругата му Маргарета фон Нюрнберг († 1382), дъщеря на бургграф Фридрих IV фон Нюрнберг от род Хоенцолерн. Правнук е на крал Адолф от Насау. Брат е на Герлах II (1333 – сл. 1386), Валрам IV (II) (1354 – 1393), последва баща им, и Йохан (1353/1360 – 1419), архиепископ на Майнц (1397 – 1419).
Адолф следва право в Падуа и Болоня. През 1371 г., на 18 години, е избран за епископ на Шпайер и след две години през 1373 г. от една част от катедралния капител на Майнц е избран за архиепископ на Майнц. Папа Григорий XI обаче номинира бамбергския епископ Лудвиг фон Майсен. Започват дългогодишни военни боеве. Aнтипапа Климент VII признава Адолф през 1379 г. Крал Вацлав IV го признава също и Адолф I отива през 1381 г. в Майнц като архиепископ. Той отказва титлата кардинал, предложена му от папата.
На 24 януари 1390 г. Адолф подарява университета в Ерфурт. Той умира след две седмици.